# Districtul Khong Chai
Khong Chai (în thailandeză ฆ้องชัย) este un district (Amphoe) din provincia Kalasin, Thailanda, cu o populație de 27.098 de locuitori și o suprafață de 128,3 km².

## Componență
Districtul este subdivizat în five subdistricte (tambon), care sunt subdivizate în 48 de sate (muban).
| Nr. | Nume                 | În thailandeză | Sate | Locuitori |  |
| --- | -------------------- | -------------- | ---- | --------- |  |
| 1.  | Khong Chai Phatthana | ฆ้องชัยพัฒนา      | 11   | 6,658     |  |
| 2.  | Lao Klang            | เหล่ากลาง       | 8    | 4,541     |  |
| 3.  | Khok Sa-at           | โคกสะอาด       | 12   | 7,531     |  |
| 4.  | Non Sila Loeng       | โนนศิลาเลิง      | 9    | 4,556     |  |
| 5.  | Lam Chi              | ลำชี            | 8    | 3,812     |  |